# El último galope
El último galope es una película chilena, del año 1951, dirigida por Luis Alfredo Morales.  Es una adaptación de «El Póstrer Galope», una novela militar de Olegario Lazo Baeza, ambientada en Tacna cuando estaba ocupada por Chile después de la Guerra del Pacífico.
Es una historia militar filmada en la antigua Escuela de Caballería, actual Campo Militar «San Isidro» en Quillota. La película enseña varios aspectos de la vida en el cuartel por aquellos años, especialmente las complicadas relaciones interpersonales entre los oficiales.
Esta película se consideró perdida durante muchos años, sin embargo la Cineteca de la Universidad de Chile conservó algunos fragmentos, los cuales fueron sometidos a procesos de restauración física, realizando posteriormente su digitalización. Se rescataron 31 minutos del metraje, cuya duración original no ha podido ser identificada.

## Sinopsis
La historia está ambientada al interior de un cuartel de una unidad de caballería del Ejército de Chile. Narra una historia de amor entre un hombre casado con una muchacha de un pequeño pueblo. Además muestra la pugna de algunos oficiales por superarse en su carrera militar y el deseo de mantener estricta disciplina.